# Лапланш, Розмари
Розмари Лапланш (англ. Rosemary LaPlanche; 11 октября 1923, Лос-Анджелес, Калифорния — 6 мая 1979, Глендейл, Калифорния) — американская модель и актриса; королева красоты — два года подряд (1940 и 1941) становилась обладательницей титула «Мисс Калифорния», а в 1941 году стала «Мисс Америка».

## Биография
Розмари Лапланш родилась 11 октября 1923 года в Лос-Анджелесе (штат Калифорния). Старшая сестра — Луиза (1919—2012), стала киноактрисой, но никакой известности не получила: в 1940—1945 годах снялась в 28 кинофильмах, но исключительно в эпизодических ролях без указания в титрах.
Розмари начала карьеру модели и добилась на этом поприще заметных успехов. Два года подряд (1940 и 1941) она становилась обладательницей титула «Мисс Калифорния», а в 1941 году стала «Мисс Америка».
В 1930 году семилетняя Лапланш впервые снялась в кино: в небольшой роли в малоизвестном короткометражном фильме «Бородатая леди». С 1937 года девушка начала сниматься более-менее регулярно: за 12 лет (1937—1949) она появилась в 33 кинофильмах, в большинстве случаев без указания в титрах. После победы в конкурсе «Мисс Америка» подписала контракт с киностудией RKO Pictures, и с 1942 года снималась в фильмах её производства. В 1961 году, после долгого перерыва, также появилась в двух эпизодах двух телесериалов.
В 1960-х годах серьёзно занялась рисованием, её картины продавались, хоть и за небольшие деньги.
Розмари Лапланш скончалась 6 мая 1979 года в городе Глендейл (штат Калифорния) от рака, актрисе было 55 лет. Похоронена на кладбище Сан-Фернандо-Мишн в Лос-Анджелесе.
Личная жизнь
30 января 1947 года Лапланш вышла замуж за малоизвестного радиоведущего и продюсера по имени Гарри Коплан. Брак продолжался 26 лет до самой смерти мужа в мае 1973 года. От брака осталось двое детей: дочь Кэрол и сын Терри.

## Избранная фильмография

### В титрах указана
- 1943 — Две недели для жизни[англ.] / Two Weeks to Live — мисс Лапланш, медсестра
- 1946 — Болотный душитель[англ.] / Strangler of the Swamp — Мария Харт
- 1946 — Дочь дьявольской летучей мыши[англ.] / Devil Bat’s Daughter — Найна МакКэррон
- 1949 — ФБР против мафии[англ.] / Federal Agents vs. Underworld, Inc — Лора Кит
- 1961 — Хеннеси[англ.] / Hennesey — Бетти Хейл (в эпизоде My Daughter, the Nurse)
- 1961 — Шоу Донны Рид / The Donna Reed Show — Марсия (в эпизоде A Very Bright Boy)

### В титрах не указана
- 1937 — Сто мужчин и одна девушка / One Hundred Men and a Girl — девушка
- 1938 — Без ума от музыки[англ.] / Mad About Music — школьница
- 1940 — Ирэн[англ.] / Irene — гостья на благотворительном балу
- 1943 — Сокол в опасности / The Falcon in Danger — медсестра Сокола
- 1943 — Мексиканский праздник проклятий[англ.] / Mexican Spitfire’s Blessed Event — модель
- 1943 — Сокол и его товарищи[англ.] / The Falcon and the Co-eds — «товарищ Сокола»
- 1943 — Вокруг света[англ.] / Around the World — Розмари
- 1944 — Сокол Запада[англ.] / The Falcon Out West — Мэри
- 1944 — Шагай веселее[англ.] / Step Lively — Луэлла
- 1944 — Мадемуазель Фифи[англ.] / Mademoiselle Fifi — Аманда
- 1944 — Распоясавшаяся молодёжь[англ.] / Youth Runs Wild — Бланш
- 1944 — Только одинокое сердце[англ.] / None but the Lonely Heart — танцовщица
- 1945 — Ну и блондинка[англ.] / What a Blonde — шоугёл[англ.]
- 1945 — Зомби на Бродвее[англ.] / Zombies on Broadway — конферансье в саронге
- 1945 — Скандалы Джорджа Уайта[англ.] / George White’s Scandals — шоугёл
- 1945 — Джонни Эйнджел / Johnny Angel — Hatcheck Girl